# American Silver Eagle
| American Silver Eagle | American Silver Eagle       |
| --------------------- | --------------------------- |
| Nennwert:             | 1 US-Dollar                 |
| Metall:               | 99,9 % Ag                   |
| Gewicht:              | 31,1035 g                   |
| Durchmesser:          | 40,60 mm                    |
| Dicke:                | 2,98 mm                     |
| Rand:                 | geriffelt                   |
| Prägejahre:           | 1986 bis heute              |
| Vorderseite           |                             |
|                       |                             |
| Motiv:                | Walking Liberty             |
| Entwerfer:            | Adolph Alexander Weinman    |
| Datum des Entwurfs:   | 1916                        |
| Rückseite             |                             |
|                       |                             |
| Motiv:                | Weißkopfseeadler mit Schild |
| Entwerfer:            | John Mercanti               |
| Datum des Entwurfs:   | 1986                        |

Der American Silver Eagle ist eine US-amerikanische Silbermünze in der Währung US-Dollar. Der Silver Eagle zählt zu den Anlagemünzen. Er ist die größte und schwerste Silbermünze der USA. Der erste Silver Eagle wurde 1986 aufgelegt, bis heute erscheinen jährlich neue Ausgaben. Bei seinem Erscheinen war der Silver Eagle die erste reine Silbermünze der Vereinigten Staaten.

## Vorderseite
Auf der Vorderseite der Münze ist die Walking Liberty nach einem Entwurf von Adolph A. Weinman abgebildet. Sie zeigt die vorwärts schreitende Lady Liberty. Sie hält Lorbeer- und Eichenzweige in der Hand, welche die militärische Macht und den Ruhm der Bürger Amerikas symbolisieren. Um ihre Schultern ist die Flagge der Vereinigten Staaten von Amerika gelegt. Das Motiv erschien erstmals auf den ½-Dollar-Silbermünzen in den Jahren 1916 bis 1947.

## Rückseite
Der namensgebende Wappenadler auf der Rückseite des Silver Eagle ist an das Große Siegel der USA angelehnt. Der abgebildete Adler hält ein Band mit den Worten E Pluribus Unum. Über dem Kopf des Adlers sind 13 Sterne abgebildet. Diese stehen für die 13 ursprünglichen Kolonien, welche 1776 die Vereinigten Staaten von Amerika gründeten.

## Technische Daten
Der Silver Eagle hat einen Nennwert von einem US-Dollar. Er besteht aus 99,9 % Silber bei einem Durchmesser von 40,6 mm und hat einen geriffelten Rand. Sein Gewicht entspricht einer Feinunze (31,1035 Gramm). Die Münze wird vorwiegend in der Normalausführung Stempelglanz (US: uncirculated) ausgeprägt, in einer geringeren Auflage auch in der speziellen Sammlerausführung Polierte Platte (US: proof). In letzterer Erhaltung findet sich links neben dem Adler am Fuß auch das Prägezeichen der jeweiligen Münzprägestätte: S für San Francisco, P für Philadelphia Mint oder W für West Point.